# NGC 6299
NGC 6299 est une galaxie lenticulaire située dans la constellation du Dragon. Sa vitesse par rapport au fond diffus cosmologique est de 5 919 ± 25 km/s, ce qui correspond à une distance de Hubble de 87,3 ± 6,1 Mpc (∼285 millions d'al). NGC 6299 a été découverte par l'astronome prussien Heinrich Louis d'Arrest en 1861.